# 라사로 카르데나스
라사로 카르데나스 델 리오(스페인어: Lázaro Cárdenas del Río, 1895년 3월 21일. ~ 1970년 10월 19일)는 멕시코의 정치인이다. 1934년 12월 1일부터 1940년 10월 30일까지 멕시코의 제 44대 대통령으로 재임했다.

## 어린 시절
라사로 카르데나스는 미초아칸주, 히킬판 (Jiquilpan)에서 중산층 계급의 8남매 중 장남으로 태어났다. 그는 장사로 돈을 번 아버지의 지원아래 글을 비롯하여 그 당시 농촌에서 받을 수 있는 가장 좋은 교육을 받았다. 초등 학교를 졸업한 뒤 그는 세무서에서 정식 공무원으로 일하기 시작하였고 1년후에는 부친이 사망하자 지방 유지인 모데스토 에스트라다가 운영하는 인쇄소에서 식자공으로 일하게 되었다. 인쇄소에서 일하면서 카르데나스는 프랑스 혁명이나 각종 역사 서적들을 접할 수 있었고 멕시코 혁명을 위한 선전지 역할을 하던 인민(La Popular)지와 마데로를 지지하며 마초아칸에서 봉기한 호세 루비아노의 선언문 발행에도 참여하면서 혁명에 깊은 관심을 가지게 되었다.

## 멕시코 혁명기

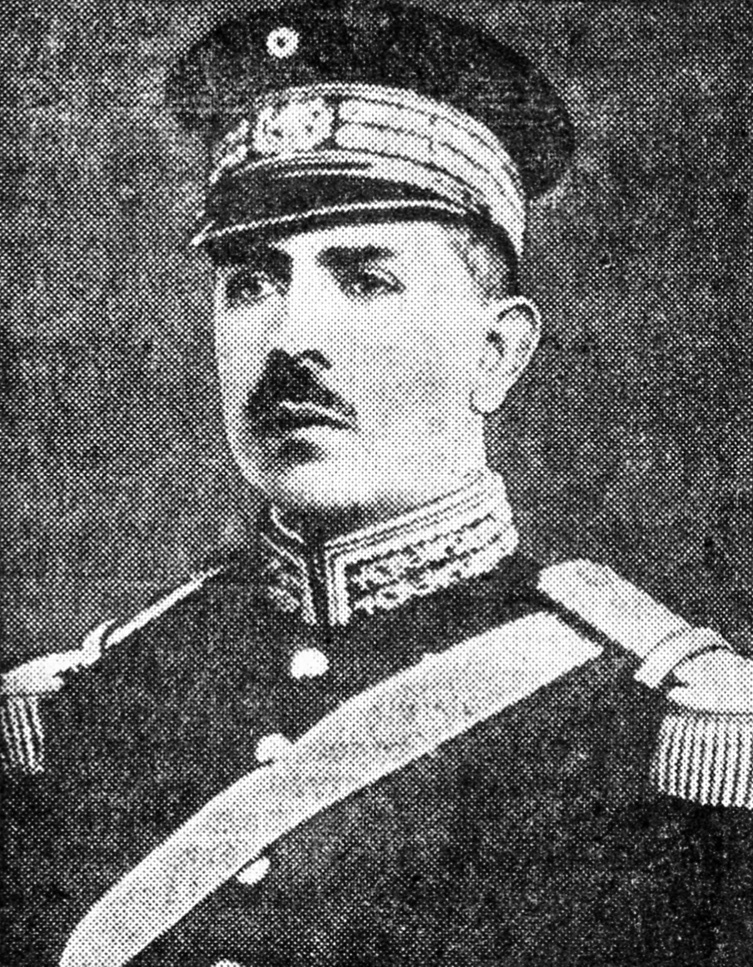
라사로 카르데나스 장군

1913년 7월 3일 카르데나스는 기예르모 가르시아 아라곤 장군이 지휘하는 에밀리아노 사파타군에 중위 계급으로 참가하였다. 그러나 얼마 후 아라곤의 부대가 푸레레로 공격전에서 참패하고 부대가 궤주하자 고향에서 게릴라로 활동하였다.
이후 1914년 봄에 오브레곤이 이끄는 부대가 할리스코로 남하하자 카르데나스는 휘하 인원과 함께 그에게 합류한다. 얼마 지나지 않아 오브레곤이 과달라하라를 점령하고 멕시코 시로 진군하였을 때그는 오브레곤 군단의 주요 야전 장교중 하나로 성장해 있었다. 그러나 사태는 여러 차례 반전을 거듭하여 오브레곤이 아과스칼리엔테스 군사회의에 참여하자 카르데나스는 오브레곤을 버리고 사파타와 함께 군사회의파 지지를 표명하였다. 하지만 사파타가 카르데나스의 옛 상관인 가르시아 아라곤 장군을 반역죄로 처형하자 둘의 사이는 급격하게 멀어졌고 1915년 1월에 군사회의파 정부의 수반인 구티에레스 장군이 비야와 사파타 그리고 카란사를 모두 비난하는 성명을 발표하고 산 루이스 포토시로 도주하는 사태까지 발생하자 군사회의파 내부의 분열은 걷잡을 수 없이 커지게 된다.
이후 카르데나스는 중령으로 진급하여 소노라 지역에 페데리코 모랄레스 장군 휘하로 배속되었다. 모랄레스 장군은 그자신이 군사회의파로 파견된 카르데나스의 부대를 지휘하고 있는 상황이였으나 그때까지도 자신의 입장을 명확하게 피력하지 않은 상태로 망설이고 있었는데 이러한 동요는 휘하 부대에도 그대로 전달되어 어수선한 분위기를 한층 더하는데 일조하였다. 1915년 3월에 카르데나스의 부대는 카사스 그란데스를 거쳐 오브레곤 군의 카예스 장군이 주둔한 프리에타를 바로 눈앞에 두고있는 아니바카치에 도착하였다. 여기에서 그는 그가 지휘하던 제 22연대의 군사회의를 소집하여 다음과 같이 말하고는 약 250여명의 장교와 사관들과 함께 그들의 운명을 누구에게 맡길것인지 논의하였다. 
"지금 상황은 한 치 앞을 내다볼 수 없을 정도로 유동적이다. 누가 우리의 동지이고 누가 우리의 적인지를 분간할 수 없게 되었다. 지휘관인 모랄레스 장군조차 우리가 나아가야 할 바를 제시하고 있지 못한 이 상황에서 나는 이제 우리 스스로가 어느 편을 들어야 할것인지를 결정해야 한다고 생각한다. 제군들은 누가 과연 멕시코 혁명에 가장 적합한 부대라고 생각하는가?"
이 토론에서 난 결론은 당시 가장 열세로 여겨지던 오브레곤의 군대였고 3월 27일 카르데나스는 부대와 함께 카예스에게 합류하였다. 한 달 뒤에 벌어진 셀라야 전투에서 카르데나스는 자신의 능력을 유감없이 증명해 보였다. 군사적으로나 행정적으로나 자신의 능력에 대한 강한 자부심을 가지고 있던 카예스조차 카르데나스의 군사적 엄격함과 용기에 칭찬을 아끼지 않을 정도였다. 이후부터 오브레곤과 카예스 그리고 카르데나스는 항상 한 몸처럼 같이 붙어다녔으며 1920년 카예스가 아과 프리에타 계획을 발표하고 중앙 정부에 반기를 들자 베라크루스의 우아스테카 지역 사령관으로 복무하고있던 카르데나스는 즉시 그의 계획에 찬동하고 반란에 동참하였다. 얼마 뒤 오브레곤이 집권하자 카르데나스는 멕시코 역사상 최연소 연방군 장군으로 진급하였다. 데 라 우에르타가 반란을 일으키자 진압에 나섰으나 쿠이타틀란에서 라파엘 부엘나 장군이 이끄는 반란군에게 참패하고 그 자신은 가까스로 탈출에 성공하기도 하는등 실패를 맛보기도 했다. 반란이 진정된 후 탐피코 지역의 사령관으로 부임하여 석유와 관계된 제반 사항을 익혔고 1928년에는 고향인 마초아아칸의 주지사로 선출되었다. 그는 1928년에 발생한 기독교도 반란과 이듬해에 발생한 호세 곤살로 에스코바르의 반란을 평정하는데 혁혁한 공을 세웠으며 1928년 12월 1일에 카예스가 민족혁명당을 창립할때도 이 정당의 주요 멤버중 한명이였다.

## 같이 보기
- 멕시코의 역사
- 멕시코의 국가원수 목록